# Casa Codina (la Vall de Boí)
La Casa Codina és una casa d'Erill la Vall al municipi de la Vall de Boí (Alta Ribagorça) inclosa a l'Inventari del Patrimoni Arquitectònic de Catalunya.

## Descripció
Casa pagesa de muntanya, de caràcter modest, constituïda per tres edificis aïllats agrupats al voltant d'un pati.
Habitatge: de planta rectangular, amb planta baixa i dos pisos, cobert a tres aigües. Recentment s'ha restaurat com a habitatge de temporada sense intervencions exteriors aparents.
Paller: de planta rectangular amb estable a la planta baixa i paller al pis, amb un interessant tancament de fusta a la façana lateral. Adaptat per a garatge.
Cobert: sense restaurar. L'antiga façana, oberta, va ser tancada amb fusta a la planta baixa i entramat de fang i branques, estucat exteriorment, a la planta pis. Coberta d'un sol vessant amb contrapendent a la façana oberta.